# Iglesia de San Salvador (Tudela)
La iglesia de San Salvador de Tudela (Navarra) fue una iglesia románica, construida probablemente en el siglo XII y derruida a principios del siglo XIX, que se situaba en los solares que ahora ocupa la plaza de su mismo nombre en el Casco Antiguo de Tudela.

## Descripción general
La torre de la parroquia de San Salvador era bastante esbelta y consistía, según un dibujo panorámico de Tudela realizado por el ingeniero tudelano De Retz en 1800, en tres cuerpos de planta cuadrada. Un cuerpo inferior, más grande, con dos ventanas en cada lado y dos cuerpos superiores, de igual tamaño, con una ventana en cada uno de los lados de cada cuerpo. Acababa en un tejadillo de forma piramidal.
De la iglesia solo se conserva la traza-esquema de su retablo mayor del altar, dedicado a San Blas, y realizado a mediados del siglo XVI. Tenía también otro retablo dedicado a Santa Catalina pintado por Juan de Lumbier en 1586. 

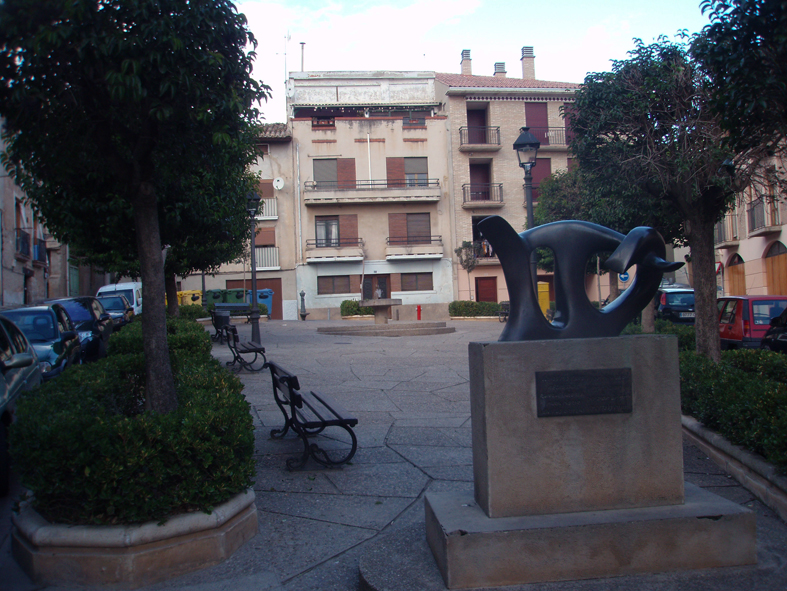
Plaza de San Salvador de Tudela; ubicación de la antigua Iglesia de San Salvador

## Historia y cronología de construcción
Existía ya en el siglo XIII, pero probablemente fue fundada en el siglo XII tras la reconquista de Tudela. Existen documentos escritos que la citan por primera vez en 1235 y luego no es vuelta a citar hasta 1300. A partir del siglo XVII, la documentación sobre la parroquia es más extensa.
En 1785 se hicieron reformas en la iglesia, cambiándose el pavimento del templo que era de losas desiguales. La parroquia fue derribada en 1807 dejando hueco a la actual Plaza de San Salvador.